# Fuzz Face
De Fuzz Face van Dallas Arbiter uit Engeland is een legendarisch fuzzpedaal voor de elektrische gitaar. Sinds 1966 wordt dit pedaal door menig gitarist gebruikt, zoals door Jimi Hendrix en Jimmy Page.
De vraagprijzen voor de originele pedalen liggen tussen de 1400 en 2100 euro.

## Geschiedenis
Het bedrijf Arbiter begon met de productie van de Fuzz Face in 1966. Hoewel het niet het eerste pedaal in zijn soort was, werd de Fuzz Face zeer goed onthaald. Het circuit van de Fuzz Face is eenvoudig en bevat twee transistors. De verpakking was ook eenvoudig: een blauwe ronde schijf met twee knoppen, een voor het volume en een voor "fuzz", en een voetschakelaar om het effect in te schakelen. De verpakking is gebaseerd op de ronde basis van een eenvoudige microfoonstand. De eerste versies maakten gebruik van NKT275 germanium transistors. Na de fusie met Dallas werden silicium transistors gebruikt: BC183, BC108, BC109 of BC208. Door het gebruik van verschillende componenten heeft elke versie haar eigen karakteristieke geluid.
In het midden van de jaren 70 werd de productie stilgelegd. Begin jaren 80 bracht Crest een eerste "reissue" uit. Later kwam er een rode variant van Jim Dunlop. Eind jaren 90 lanceerde Arbiter de Germanium Reissue Fuzz met germanium transistor, naar het origineel.

## Artiesten
- Eric Johnson
- Jimi Hendrix
- Jimmy Page
- David Gilmour
- Tad Doyle
- Eric Clapton